# FC Helsingør
FC Helsingør – duński klub piłkarski, mający swoją siedzibę w mieście Helsingør na wschodzie kraju.

## Historia
Chronologia nazw:
- 2005: Elite 3000 Fodbold
- 2012: FC Helsingør

Klub piłkarski Elite 3000 Fodbold został założony w miejscowości Helsingør 1 sierpnia 2005 roku w wyniku fuzji 5 klubów Helsingør IF, Helsingør FC, Frem Hellebæk IF, Vapnagaard FK72 i Snekkersten IF. Na początku zespół występował w rozgrywkach Kvalifikationsrækken (V poziom). W sezonie 2009/10 zwyciężył w Danmarksserien (IV poziom) i zdobył awans do 2. division. W następnym sezonie 2010/11 zajął drugie miejsce w grupie wschodniej drugiej dywizji. W 2012 klub zmienił nazwę na FC Helsingør. Dopiero w sezonie 2014/15 zwyciężył w grupie wschodniej i został promowany do 1. division. W sezonie 2016/17 był trzecim w pierwszej dywizji i potem w barażach playoff zdobył historyczny awans do Superligaen. 2 lata później klub znalazł się w 2. division, po roku powrócił jednak do 1. division. W 2024 ponownie spadł do 2. division.

## Sukcesy

### Trofea międzynarodowe
Nie uczestniczył w rozgrywkach europejskich (stan na 16-06-2024).

### Trofea krajowe
| \| \| Zdobyte trofea w rozgrywkach Danii (stan na: 16-06-2024) \| |                                                          |      |          |
| Rozgrywki                                                         | Osiągnięcie                                              | Razy | Sezon(y) |
| Mistrzostwo                                                       | I miejsce                                                | 0    |          |
| Mistrzostwo                                                       | II miejsce                                               | 0    |          |
| Mistrzostwo                                                       | III miejsce                                              | 0    |          |
| Mistrzostwo                                                       | 14.miejsce                                               | 1    | 2017/18  |
| Puchar                                                            | zdobywca                                                 | 0    |          |
| Puchar                                                            | finalista                                                | 0    |          |
| Puchar                                                            | 1/8 finału                                               | 1    | 2015/16  |
| II liga                                                           | I miejsce                                                | 0    |          |
| II liga                                                           | II miejsce                                               | 0    |          |
| II liga                                                           | III miejsce                                              | 1    | 2016/17  |
| Dania                                                             | Zdobyte trofea w rozgrywkach Danii (stan na: 16-06-2024) |      |          |

- 2.division:
  - mistrz (2x): 2014/15 (gr.wschodnia), 2019/20 (gr. mistrzowska)
  - wicemistrz (2x): 2010/11 (gr.wschodnia), 2012/13 (gr.wschodnia)

## Stadion
Klub od 2019 roku rozgrywa swoje mecze domowe na stadionie Nyt Helsingør Stadion w Helsingørze, który może pomieścić 4000 widzów. Wcześniej domową areną FC Helsingør był Helsingør Stadion.